# 나루토 (애니메이션)
나루토(일본어: NARUTO -ナルト-)은 일본의 만화 잡지 《주간 소년 점프》에서 기시모토 마사시가 연재하고 있는 소년 만화를 원작으로 한 애니메이션이다.기시모토 마사시의 같은 이름인 웹툰을 토대로 스튜디오 피에로에서 만든 일본의 애니메이션으로, TV 도쿄에서 2002년 10월 3일부터 2007년 2월 8일까지 종료했다.이후 2023년 9월 3일부터 방영 20주년 기념으로 완전 신작 애니가 전 애니원/애니박스 방영중이다.
대한민국에서는 ㈜류니에서 수입하고 투니버스에 공급하여 한국어 더빙으로 2005년 7월 18일부터 방영하였고 2008년까지 모든 에피소드를 방영하였고 종영 7개월 후에 방영되었던 나루토 질풍전은 2018년까지 모든 에피소드 방영했으며, 2018년 10월 19일에 완결까지 방영하여 종영되었다.

## 줄거리
나루토의 닌자 성장 이야기

## 등장 인물

### 주요 등장인물
우즈마키 나루토
우치하 사스케
하루노 사쿠라

### 그 외
하타케 카카시
지라이야
나라 시카마루
야마나카 이노
아키미치 쵸지
사루토비 아스마
휴우가 네지
텐텐
록 리
마이트 가이
이누즈카 키바
휴우가 히나타
아부라메 시노
유우히 쿠레나이
우치하 이타치
센쥬 하시라마
센쥬 토비라마
사루토비 히루젠
센쥬 츠나데
페인
히단
제츠
우치하 마다라
카쿠즈
사소리
데이다라
코난
호시가키 키사메
오로치마루

## 방송 기간
| 기수 | 화수 [횟수]      | 일본 방영일 | 일본 방영일                        | 한국 방영일 | 한국 방영일                        |
| ---- | ---------------- | ----------- | ---------------------------------- | ----------- | ---------------------------------- |
| 1    | 1~51화 [51편]    | TV 도쿄     | 2002년 10월 3일 ~ 2003년 9월 24일  | 투니버스    | 2005년 7월 18일 ~ 10월 12일        |
| 2    | 52~106화 [55편]  | TV 도쿄     | 2003년 10월 1일 ~ 2004년 10월 27일 | 투니버스    | 2006년 1월 2일 ~ 4월 5일           |
| 3    | 107~157화 [51편] | TV 도쿄     | 2004년 11월 3일 ~ 2005년 10월 26일 | 투니버스    | 2006년 7월 24일 ~ 10월 18일        |
| 4    | 158~191화 [34편] | TV 도쿄     | 2005년 11월 2일 ~ 2006년 6월 28일  | 투니버스    | 2007년 7월 23일 ~ 9월 18일         |
| 5    | 192~220화 [29편] | TV 도쿄     | 2006년 7월 5일 ~ 2007년 2월 8일    | 투니버스    | 2007년 12월 25일 ~ 2008년 2월 18일 |

## 주제곡

### 일본

#### 오프닝
| # | 곡명                                   | 아티스트                   | 방송화수 (횟수)          | 참고 |
| - | -------------------------------------- | -------------------------- | ------------------------ | ---- |
| 1 | R★O★C★K★S                              | HOUND DOG                  | 제1화 ~ 제25화 (25회)    |      |
| 2 | 아득한 저편(遥か彼方)                  | ASIAN KUNG-FU GENERATION   | 제26화 ~ 제53화 (28회)   |      |
| 3 | 슬픔을 상냥함으로(悲しみをやさしさに)  | little by little           | 제54화 ~ 제77화 (24회)   |      |
| 4 | GO!!!                                  | FLOW                       | 제78화 ~ 제103화 (26회)  |      |
| 5 | 청춘광소곡(青春狂騒曲)                 | 삼보마스터(サンボマスター) | 제104화 ~ 제128화 (25회) |      |
| 6 | NO Boy, NO Cry(ノーボーイ・ノークライ) | STANCE PUNKS               | 제129화 ~ 제153화 (25회) |      |
| 7 | 풍파 새틀라이트(波風サテライト)        | 슈노켈(シュノーケル)       | 제154화 ~ 제178화 (25회) |      |
| 8 | Re:member                              | FLOW                       | 제179화 ~ 제202화 (24회) |      |
| 9 | 흔들흔들(ユラユラ)                     | Heart Grow                 | 제203화 ~ 제220화 (17회) |      |

#### 엔딩
| #  | 곡명                                                     | 아티스트                                 | 방송화수 (횟수)          | 참고 |
| -- | -------------------------------------------------------- | ---------------------------------------- | ------------------------ | ---- |
| 1  | Wind                                                     | Akeboshi                                 | 제1화 ~ 제25화 (25회)    |      |
| 2  | 하르모니아(ハルモニア)                                   | RYTHEM                                   | 제26화 ~ 제51화 (26회)   |      |
| 3  | 비바★록 〜japanese side〜(ビバ★ロック 〜japanese side〜) | Orange Range                             | 제52화 ~ 제64화 (13회)   |      |
| 4  | ALIVE                                                    | 라이코(雷鼓)                             | 제65화 ~ 제77화 (13회)   |      |
| 5  | 지금까지 몇번이든(今まで何度も)                          | The Mass Missile(ザ・マスミサイル)       | 제78화 ~ 제89화 (12회)   |      |
| 6  | 유성(流星)                                               | TiA                                      | 제90화 ~ 제103화 (14회)  |      |
| 7  | 마운틴 어 고고 투(マウンテン・ア・ゴーゴー・ツー)        | Captain Straydom(キャプテンストライダム) | 제104화 ~ 제115화 (12회) |      |
| 8  | 처음으로 너와 이야기 했어(はじめて君としゃべった)        | 가가가 스페셜(ガガガSP)                  | 제116화 ~ 제128화 (13회) |      |
| 9  | 잃어버린 말(失くした言葉)                                | No Regret Life                           | 제129화 ~ 제141화 (13회) |      |
| 10 | 스피드(スピード)                                         | Analog Fish(アナログフィッシュ)          | 제142화 ~ 제153화 (12회) |      |
| 11 | 옆에 있을테니까(そばにいるから)                          | 아마도리(アマドリ)                       | 제154화 ~ 제165화 (12회) |      |
| 12 | 퍼레이드(パレード)                                       | CHABA                                    | 제166화 ~ 제178화 (13회) |      |
| 13 | Yellow moon                                              | Akeboshi                                 | 제179화 ~ 제191화 (13회) |      |
| 14 | 피노키오(ピノキオ)                                       | 오레스카 밴드(オレスカバンド)            | 제192화 ~ 제202화 (11회) |      |
| 15 | 시나리오(シナリオ)                                       | SABOTEN                                  | 제203화 ~ 제220화 (18회) |      |

### 한국

#### 오프닝
| # | 곡명 | 아티스트 | 방송화수 (횟수)           | 참고                                            |
| - | ---- | -------- | ------------------------- | ----------------------------------------------- |
| 1 | 활주 | 버즈     | 제1화 ~ 제106화 (106회)   | 투니버스 방영당시 나루토 1~2기 오프닝으로 사용. |
| 2 | 투지 | 버즈     | 제107화 ~ 제220화 (113회) | 투니버스 방영당시 나루토 3~5기 오프닝으로 사용. |

#### 엔딩
| # | 곡명                 | 아티스트 | 방송화수 (횟수)          | 참고                                          |
| - | -------------------- | -------- | ------------------------ | --------------------------------------------- |
| 1 | 너는 내게...         | Tori     | 제1화 ~ 제51화 (51회)    | 투니버스 방영당시 나루토 1기 엔딩으로 사용.   |
| 2 | 너를 보낸 나의 2야기 | 장연주   | 제52화 ~ 제106화 (55회)  | 투니버스 방영당시 나루토 2기 엔딩으로 사용.   |
| 3 | 오직 너 만이         | 이용신   | 제107화 ~ 제157화 (51회) | 투니버스 방영당시 나루토 3기 엔딩으로 사용.   |
| 4 | 가자                 | 펄스데이 | 제158화 ~ 제220화 (63회) | 투니버스 방영당시 나루토 4~5기 엔딩으로 사용. |

## 애니 제작진
- 원작 - 기시모토 마사시
- 프로듀서 - 구시마 도모코(TV TOKYO), 하기노 켄(1~106화) / 고바야시 노리코(TV TOKYO), 가기노 켄(107~220화)
- 시리즈 구성, 각본 - 다케가미 준키, 스미사와 가쓰유키
- 캐릭터디자인 - 니시오 데쓰야, 스즈키 히로후미
- 미술감독 - 다카다 시게노리
- 색채설정(설계) - 가와미 다쿠야
- 촬영감독 - 마츠모토 아쓰호
- 음악 - 무사시Project, 마스다 도시로
- 제작진행 - 호노키다니 나오지(1~51화) / 하라다 다카시(TV TOKYO)(52~220화)
- 애니메이션 프로듀서 - 호노키다니 나오지(52~220화)
- 감독 - 다테 하야토
- 소프트웨어 - 앨리어스 웨이브프론트 마야 (1~141화) / 앨리어스 마야 (142~220화), 아비드 DS
- 제작 - TV TOKYO, PIERROT

## 한국어 더빙 제작진
목소리 출연
- 이선주 - 우즈마키 나루토 役
- 김영선 - 우치하 사스케 (3~135화,170화,202화) 役
- 여민정 - 하루노 사쿠라 役
- 손원일 - 하타케 카카시 役
- 정명준 - 나라 시카마루 役
- 이계윤 - 야마나카 이노 / 이누즈카 츠메 / 어린 록 리 役
- 주자영 - 아키미치 쵸지 役 (1~4기)
- 김현심 - 아키미치 쵸지 (5기) / 어린 시카마루 役
- 박만영 - 사루토비 아스마 / 도스 키누타 役
- 신용우 - 휴우가 네지 / 야마나카 이노이치 / 가마키치 / 소년 지라이야 / 츠루기 미스미 (23화 ~ 51화, 169화 ~ 171화†) 役
- 홍범기 - 록 리 / 아카마루 / 소년 오로치마루 役
- 한신정 - 텐텐 / 사루토비 코노하마루 / 우치하 미코토 役
- 시영준 - 마이트 가이 役
- 현경수 - 이누즈카 키바 / 아부라메 시비 / 미즈키 (1화, 142~147화†) 役
- 서윤선 - 아부라메 시노 / 하가네 코테츠 役
- 정유미 - 휴우가 히나타 / 우돈 / 우즈키 유가오 / 톤톤 役
- 이용신 - 유우히 쿠레나이 / 테마리 / 나와키 / 어린 네지 役
- 김기흥 - 우미노 이루카 / 휴우가 히자시 / 아키도 요로이 (23화 ~ 51화, 169화 ~ 173화†)/ 라사(4대 카제카게) 役
- 김병관 - 사루토비 히루젠 (6~79화†) 役
- 이정구 - 오로치마루 (31~146화,170~171화,202화) 役
- 장광 - 지라이야 役
- 송도영 - 츠나데 役
- 김장 - 야쿠시 카부토 (23~140화†)/ 나미아시 라이도 役
- 이자명 - 시즈네 役
- 한채언 - 가아라 / 우타타네 코하루 役
- 김정은 - 칸쿠로 / 아키미치 쵸자 役
- 민응식 - 구미(쿠라마) / 모리노 이비키 / 거북 役
- 윤미나 - 미타라시 앙코 / 어린 사스케 役
- 최재호 - 겟코 하야테 / 카토 단 役
- 김광국 - 우치하 후가쿠 / 나라 시카쿠 / 에비스 / 카미즈키 이즈모 / 자쿠 아부미 役
- 정승욱 - 휴우가 히아시 / 테우치 / 바키 役
- 정혜옥 - 카자마츠리 모에기 / 휴우가 하나비 / 아야메 / 소년 이루카 / 킨 츠치 / 가마타츠 / 이나리 (6~19화) 役
- 구자형 - 우치하 이타치 役
- 문관일 - 호시가키 키사메 / 일미(수학) 役
- 노민 - 가마분타 / 미토카도 호무라 役
- 김정호 - 만다 役
- 이지영 - 카츠유 / 란마루(152~157화) 役
- 최석필 - 파쿤 役
- 이종혁 - 엔마 役
- 최한 - 센쥬 하시라마 / 시라누이 겐마 役
- 이상범 - 센쥬 토비라마 / 지로보 (68~80화,107~114화†) 役
- 전광주 - 사콘&우콘 (68~80화,107~125화†)/ 야샤마루 役
- 최재익 - 키도마루 (68~80화,107~117화†) 役
- 김선혜 - 타유야 (68~80화,107~125화†) 役
- 표영재 - 키미마로 (118~127화†) 役
- 성완경 - 모모치 자부자 (6~19화†) 役
- 이현진 - 하쿠 (13~19화†) 役
- 이종구 - 타즈나 役
- 손종환 - 가토 / 고슨쿠기(159~160화) 役
- 정재헌 - 모리노 이다테 役 (102~106화)
- 김용식 - 지로쵸 役 (102~106화)
- 이주창 - 로쿠쇼 아오이 役 (102~106화†)
- 박선영 - 후우마 사사메 役 (136~141화)
- 엄현정 - 카미즈루 스즈메바치 役 (148~151화†)
- 이장우 - 카미즈루 쿠로바치 役 (148~151화†)
- 홍승표 - 카미즈루 지바치 役 (148~151화†)
- 송준석 - 쿠로스키 라이가 役 (152~157화†)
- 박은숙 - 산초 役 (152~157화)
- 전태열 - 카라시 役 (152~157화)
- 정훈석 - 치시마 役 (162~167화)
- 조동희 - 모소 役 (162~167화)
- 윤여진 - 이사리비 役 (169~173화)
- 윤세웅 - 아마치 役 (169~173화)
- 최준영 - 아가리 役 (175~176화)
- 유동균 - 스마루 役 (178~183화)
- 송덕희 - 나츠히 役 (178~183화)
- 이재용 - 아카호시 役 (178~183화†)
- 오길경 - 하루나 役 (187~191화)
- 김승태 - 렌가 役 (187~191화)
- 탁원제 - 겐노 役 (197~201화)
- 박소라 - 쿠라마 야쿠모 役 (203~207화)
- 김태훈 - 쿠라마 운카이 役 (203~207화)
- 방성준 - 토도로키 役 (209~212화)
- 안장혁 - 간테츠 役 (209~212화)
- 김용준 - 보구 役 (216~219화)
- 김보영 - 키바 누나 / 소년 키미마로 役
- 안영미 - 나라 요시노 役
- 김영찬 - 사자나미 役 (159~160화)
- 김현지 - 마츠리 役 (216~219화)
- 이호산 - 사기 役 (162~167화)
- 박성태 - 시운 役 (213~215화†)
- 최승훈 - 멘마 役 (213~215화†)
- 이소은
- 최지훈

우리말 제작
- 넌리니어 편집(화면수정) : 심정희, 전완수, 박세리, 장성희, 서선지, 김지예
- 마스터 및 종합편집 : 이지혜, 심정희, 이승철
- 번역 : 정영인
- 녹음,믹싱 : 이창휘
- 연출 : 김이경
- 우리말 제작 : 투니버스